# Amgen
Amgen este o companie americană de biotehnologie (cea mai mare din lume), cu o cifră de afaceri de 12,43 miliarde $ și un profit de 3,674 miliarde $ în 2005.